# Might and Magic
Might and Magic (ab. MM, din engleză Forță și Magie) este o serie a jocurilor video de rol, care a fost lansată prin New World Computing și 3DO între anii 1986 și 2002. Designerul principal al ei a fost Jon Van Caneghem. Proprietarul actual al mărcii este UbiSoft, care a plătit 1,3 de milioane de dolarii americane pentru ea. 
Există și o serie a jocurilor legată, numită Heroes of Might and Magic, care are o poveste comună. De asemenea, 3DO a lansat câteva alte jocuri care folosesc o frază Might and Magic în titlul său.

## Jocuri
Seria conține 10 jocuri, înscrise pe tabela mai jos.
| Titlu                                           | Dată lansare | Platforme                                                                      |
| ----------------------------------------------- | ------------ | ------------------------------------------------------------------------------ |
| Might and Magic The Secret of the Inner Sanctum | 1986         | MS-DOS, Apple II, NES, SNES, C64, Macintosh, Sega Genesis, MSX, Turbo Grafx-16 |
| Might and Magic II Gates to Another World       | 1988         | MS-DOS, Apple II, NES, SNES, C64, Macintosh, Sega Genesis, MSX, Amiga          |
| Might and Magic III Isles of Terra              | 1991         | MS-DOS, SNES, Amiga, Macintosh, Sega Mega Drive, Turbo CD                      |
| Might and Magic IV Clouds of Xeen               | 1992         | MS-DOS, Macintosh                                                              |
| Might and Magic V Darkside of Xeen              | 1993         | MS-DOS, Macintosh                                                              |
| Might and Magic: World of Xeen                  | niciodată    | MS-DOS, Macintosh                                                              |
| Might and Magic VI The Mandate of Heaven        | 1998         | Microsoft Windows                                                              |
| Might and Magic VII For Blood and Honor         | 1999         | Microsoft Windows                                                              |
| Might and Magic VIII Day of the Destroyer       | 2000         | Microsoft Windows                                                              |
| Might and Magic IX                              | 2002         | Microsoft Windows                                                              |
| Might & Magic X: Legacy                         | 2014         | Microsoft Windows                                                              |

Un joc nou titrat Dark Messiah of Might and Magic, lansat pe UbiSoft nu este cea-a zecea parte a lui Might and Magic și deci nu este inclusă în tabela mai sus.

## Moștenire
În 1999, un jurnalist de la revista PC Accelerator a anunțat că New World Computing a plănuit inițial să folosească Anvil of Dawn ca începutul „unei francize în curs de desfășurare” după lansare. Cu toate acestea, aceste planuri au fost abandonate în favoarea concentrării pe titlurile Might & Magic.